# Moelleriopsis abyssicola
Moelleriopsis abyssicola là một loài ốc biển, là động vật thân mềm chân bụng sống ở biển thuộc họ Liotiidae.

## Miêu tả
Loài này có vỏ dài 3.2 mm.

## Phân bố
Chúng phân bố ở Northwest Atlantic Ocean.